# Frederick Gardner Clapp

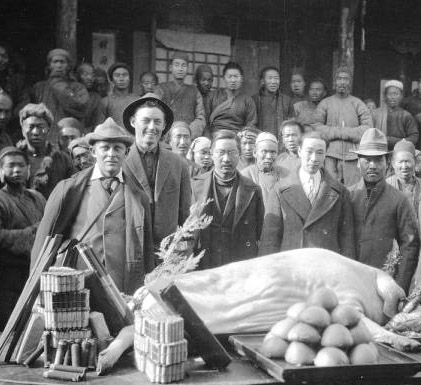
Clapp (Mitte, mit Brille) beim NY Day Feast 1915 in China

Frederick Gardner Clapp (geboren 20. Juli 1879 in Boston, Massachusetts; gestorben 18. Februar 1944 in Chickasha, Oklahoma) war ein amerikanischer Geologe. Man sagt ihm nach, er habe bereits 1908 von der Beratung zu möglichen Erdölfeldern leben können.
Er führte dazu im Auftrag US-amerikanischer Firmen Feldstudien in den USA, Kanada, Mexiko, Australien, dem Iran, China und anderen Ländern durch.

## Leben
F. G. Clapp machte mit 22 Jahren 1901 seinen Abschluss am Massachusetts Institute of Technology, arbeitete von 1902 bis 1908 als Geologe für die US-Regierung, war 1911 Mitbegründer der Vereinigung Geologischer Ingenieure (Associated Geological Engineers), die 1917 in Vereinigung der Petroleum-Ingenieure (Associated Petroleum Engineers) umbenannt und Marktführerin wurde. Die ersten eigenen Forschungsprojekte unternahm Clapp für das 1910 gegründete US-Büro für Minen (US Bureau of Mines). Er beriet von 1913 bis 1915 die Kanadische Regierung. Seine erste Reise nach China fand 1915 statt. 1921 lehrte „Fred“ Clapp an der Universität Harvard. 1923 war er Sachverständiger im Teapot Dome-Skandal – einem der größten Bestechungsprozesse der USA. 1933 baute er für seine Firma, die Seaboard Oil Company, die Ölförderung im Iran und eine dazu gehörige Öl-Pipeline auf, die im Zweiten Weltkrieg durch die Wehrmacht aufgelöst wurde. Sein letztes Projekt, ein Jahr vor seinem Tod, war die Beratung der türkischen Regierung 1943.

Frederick Gardner Clapps frühe Veröffentlichungen drehten sich nur indirekt um Erdöl. 1905 veröffentlichte er zum Beispiel als Wissenschaftler für den United States Geological Survey eine 64-seitige Arbeit über den Kalkstein im südwestlichen Pennsylvania:
„Die rapide Zunahme der Herstellung von Portland-Zement und das Wachstum anderer Industrien, die auf Kalkstein aufbauen, führte zu einer Nachfrage nach Informationen bezüglich der Art und des Vorkommens erschließbarer Materialschichten im Westen von Pennsylvania. Als Reaktion darauf ist dieser Aufsatz entstanden, in dem wir das Wissen über die Kalkschichten zusammenfassen.“
Clapp publizierte unter anderem auch über die geologische Geschichte des Charles Rivers und die ökonomische Geologie im Osten der USA. Er starb mit 64 Jahren an einer Hirnhautentzündung.